# Simojovel de Allende
Simojovel de Allende es un pueblo del estado mexicano de Chiapas. Actualmente conocido por su producción de ámbar, más escaso, exótico y por tanto dos veces más caro que el báltico. En Simojovel se producen apenas 2 toneladas anuales de ámbar en comparación a las 600 del Mar Báltico.
Simojovel cuenta con una extensión territorial  de 446,99 km² que equivale a 7,32 % de la superficie de la región Norte y el 0,59 % de la superficie estatal.
Se localiza en las montañas del Norte, predominando el terreno montañoso.
Limita al norte con los municipios de Huitiupán y Sabanilla, al noreste con Tila, al este con Chilón, al sur con los de El Bosque y Chalchihuitan, al sureste con Pantelhó, al oeste con Pueblo Nuevo Solistahuacán y al suroeste con Jitotol.

## Toponimia
En idioma tsotsil significa tsima una variedad de jícara, jovel-zacate, en idioma tseltal significa también tzitzim-hormiga, mo-arriba, jovel-campo, por otra parte se describe que antes de 1611 fue llamada Ascatepec, derivado de la palabra náhuatl que significa asca-hormiga y tepec-lugar.

## Historia
La población data del año de 1620 en que aparece por primera vez el nombre de Simojovel como San Bartolomé y San Antonio Simojovel. El 24 de junio de 1712, fue destruida la población de la cabecera por los sublevados tzeltales, y al reconstruirse lo hicieron cambiando el lugar del asentamiento. El 14 de abril de 1831, un incendio ocurrido en la cabecera acabó con 69 casas, y según informes se ha incendiado 29 veces desde 1750. El 29 de mayo de 1858, los partidos de Chilón y Simojovel con los pueblos que les correspondían integraron el nuevo departamento de Chilón con cabecera en la villa Chilón. En 1898, se creó el fundo legal de Simojovel con 1,500 metros por cada viento. El 28 de octubre de 1912, fue elevada a la categoría de ciudad la villa de Simojovel, con el nombre de Simojovel de Allende y cabecera del departamento del mismo nombre, por el gobernador Flavio A. Guillén. 
Los Indios de raza Querem que significa los más jóvenes, provenientes de aquella civilización maya que existió en los altos de Usumacinta hace muchos centenarios y tenían como símbolo de la unión y fuerza del Ceibo milenario.
Llegaron hace muchos años a la región donde hoy se encuentra enclavado Simojovel por consejo de sus sacerdotes, habían explorado lugar por lugar la región con la esperanza de encontrar el Ceibo que debía tener 13 ramas, regresando decepcionados a sus chozas improvisadas que habían construido en los terrenos en lo que hoy se encuentra enclavado la finca la ilusión en donde había encontrado un ceibo de 12 ramas, sin embargo ya cansados de tanto buscar, fundaron provisionalmente el pueblo alrededor del Ceibo, en aquel pueblo vivieron aparentemente felices hasta que nuevamente los dioses por boca de los sacerdotes manifestaron su inconformidad y nuevamente emprendieron la peregrinación, siendo el día 13 de junio de un año que se pierde en el misterio del tiempo encontrando por fin el Ceibo que tenía 13 ramas.

## Hidrografía
El municipio está conformado por una serie de cursos de agua que al unirse forman el río Catarina o Almandes entre estos cursos están lo ríos Cuculhó, Jolhó, Saquilucum, San Pedro, Portugal, y otros.

## Economía
Anteriormente la mayoría de los habitantes se dedicaban al cultivo del café, pero en la década de 1990 se inclinaron por la minería y comercio de ámbar.

## Gastronomía
Simojovel de Allende tiene como tal platillos muy exquisitos y por lo tanto exóticos, alguno de ellos es un manjar de origen Simojovelence llamado Zats lo cual es un gusano que se encuentra en esa zona. También el Cacaté y el Chile de simojovel son otros de los  platillos muy típicos y consumido por sus habitantes.

## Lugares de interés turístico
Simojovel cuenta con una amplia gama de lugares de interés turísticos para los visitantes nacionales e internacionales. Así mismo, La “Ruta Del Ámbar”, que comienza desde: El museo del Ámbar, las fantásticas minas de ámbar, el río Portugal.

## Festividades
Dentro de las festividades más importantes del pueblo, se encuentra la de que se realiza en Honor al Santo Patrono del Pueblo, San Antonio de Padua, esta celebración se ha convertido en toda una tradición llena de mucho colorido ya que se celebra del 5 al 13 de junio, es de resaltar que en el marco de esta novena, el día 12 de junio se celebran las vísperas con el tradicional baile, y como es tradición el día 13 de junio se realiza una peregrinación que inicia de la capilla de San Antonio y concluye en la Iglesia principal del pueblo, a esta peregrinación se une la tradicional cabalgata, organizada por algunos caballerangos del pueblo.
Como parte de las fetividades católicas que se realizan dentro de la población, se encuentran las siguientes: 
El 21 de enero la celebración a San Sebastián Mártir.
El 20 de febrero la fetividad a San Caralampio.
El 19 de marzo la celebración de San José
en Semana Santa la representación del Viacrucis.
El 14 de mayo la celebración a San Isidro Labrador. 
El 6 de agosto la celebración Jesusito de la Buena Esperanza.
El 22 de noviembre la fiesta de Santa Cecilia.
El 12 de diciembre la celebración a la Morenita del Tepeyac, en donde como parte de la fe católica, aun se siguen realizando antorchas en honor a la Virgen de Guadalupe.
También en este mes, se destaca el torneo de fútbol soccer decembrino, el cual han llegado futbolistas retirados y activos del fútbol profesional dicho evento se celebra del 20 al 31 de diciembre.